# TS-37
TS-37 was een geallieerd scheepskonvooi tijdens de Tweede Wereldoorlog, bestaande uit 18 vrachtschepen van verschillende nationaliteiten. Konvooi TS-37 was vertrokken vanuit Sekondi-Takoradi, Ghana, naar Freetown, Sierra Leone, (West-Afrika), langs de West-Afrikaanse kust. Konvooi TS-37 werd door één U-boot, de U-515, onder bevel van Werner Henke waargenomen en verkend op 30 april 1943. Het konvooi werd geëscorteerd door één korvet en 3 gewapende trawlers. Van 30 april tot 1 mei 1943 viel de U-515, als enige Duitse onderzeeër, met succes konvooi TS-37 aan.

## De strijd
Het konvooi verliet Sekondi-Takoradi op 18 april 1943 en vertrok zuidwaarts. Tijdens de volgende dagen ving het korvet een aantal radiosignalen op van U-boten die zich in de omgeving van het konvooi bevonden. Het korvet stuurde echter geen noodsignaal uit, maar hield volledige radiostilte aan. Een verzoek om dringende versterking werd door de aldislamp naar een voorbijvliegende Hudson-patrouillevliegtuig geseind. Maar de piloot maakte enkel een routinerapport op zijn terugkeer en zo werd de noodoproep voor hulp verloren gegaan of verkeerd begrepen. 
Dit bewees hoe dodelijk het kon zijn wanneer de U-515, die door een van de ervarenste U-bootofficieren werd bevolen, contact nam met konvooi TS-37 in de late namiddag van 30 april en een eerste grote aanval begon tegen dat het schemerdonker werd. In drie torpedo-aanvallen liet Henke 4 vrachtschepen vóór middernacht tot zinken brengen en 3 andere konvooischepen tegen de morgen. Na de tweede voorgenomen aanval, brak de U-515 het gevecht af doordat het zwakke escorte door drie aangekomen torpedojagers werd versterkt, die van Freetown kwamen. Kptlt. Werner Henke trok zich terug van de overgebleven schepen van konvooi TS-34.

## Getroffen schepen van konvooi TS-37 op 30 april en 1 mei 1943
- 30 april 1943   -   U-515    - Werner Henke  - Bandar Shahpour   - 5.236 ton  -  Groot-Brittannië
- 30 april 1943:  -   U-515    - Werner Henke  - Corabella        - 5.682 ton  -   Groot-Brittannië
- 30 april 1943:  -   U-515    - Werner Henke  - Kota Tjandi      - 7.295 ton   -  Nederland
- 30 april 1943:  -   U-515    - Werner Henke  - Nagina           - 6.551 ton   -  Groot-Brittannië
- 1 mei 1943:    -    U-515    - Werner Henke  - City of Singapore - 6.555 ton  -  Groot-Brittannië
- 1 mei 1943:	 -   U-515    - Werner Henke  - Clan Macpherson  - 6.940 ton   -  Groot-Brittannië
- 1 mei 1943:	 -   U-515    - Werner Henke  - Mokambo (1938)   - 4.996 ton   - België
- 7 schepen tot zinken gebracht voor een totaal van 43.255 brt.